# Liuche (köpinghuvudort i Kina, Jiangxi Sheng, lat 24,73, long 115,64)
Liuche (kinesiska: Liu-ch’e-hsü, 留车镇) är en köpinghuvudort i Kina. Den ligger i provinsen Jiangxi, i den sydöstra delen av landet, omkring 440 kilometer söder om provinshuvudstaden Nanchang. Antalet invånare är 28 120. Befolkningen består av 13 884 kvinnor och 14 236 män. Barn under 15 år utgör 20,0 %, vuxna 15-64 år 70 %, och äldre över 65 år 9,0 %.
Runt Liuche är det tätbefolkat, med 397 invånare per kvadratkilometer. Närmaste större samhälle är Nanqiao, 10,8 km nordost om Liuche. I omgivningarna runt Liuche växer huvudsakligen savannskog.
Genomsnittlig årsnederbörd är 1 982 millimeter. Den regnigaste månaden är maj, med i genomsnitt 404 mm nederbörd, och den torraste är oktober, med 20 mm nederbörd.